# John Hughes (đại lý ô tô)
John Joseph Hughes là một doanh nhân người Úc nổi tiếng với đại lý xe hơi cùng tên.

## Tiểu sử

### Đầu đời
Hughes sinh ra ở Fremantle, Tây Úc vào năm 1935 và theo học tại Christian Brothers College, Fremantle. Khi còn là thiếu niên, anh bắt đầu làm việc tại một đại lý xe hơi trong khi học kế toán từ xa. Vào cuối những năm 20 tuổi, ông sở hữu đại lý xe hơi của riêng mình.

### Bán ô tô
Đại lý của ông là đại lý Hyundai bán chạy nhất thế giới trong tám năm liên tiếp giữa năm 1997-2003. John là trụ cột trong việc giới thiệu thương hiệu xe hơi Hàn Quốc đến Úc. Tập đoàn ô tô của ông cũng tiếp thị các thương hiệu xe hơi lớn khác, bao gồm các thương hiệu Jeep & Dodge của Mitsubishi, Volkswagen, Ford, Kia và Chrysler.
Anh ta được ghi nhận là chỉ lái những chiếc xe mà anh ta bán.